# Acaxtlahuacán de Albino Zertuche
Acaxtlahuacán de Albino Zertuche es una localidad del estado mexicano de Puebla. Es cabecera del municipio de Albino Zertuche.

## Toponimia
El nombre «Acaxtlahuacán» proviene de los términos en náhuatl acatl, carrizo; ixtlahuatl, llanura; can, lugar. Su significado es «campo de carrizales». El nombre «Albino Zertuche» hace referencia al general Albino Zertuche Garza, partícipe de la Guerra de Reforma y de la Segunda intervención francesa en México en favor del bando liberal.

## Demografía
| Gráfica de evolución demográfica |
|                                  |

| Censo | Población |
| ----- | --------- |
| 1900  | 1 313     |
| 1910  | 1 422     |
| 1921  | 878       |
| 1930  | 998       |
| 1940  | 1 118     |
| 1950  | 1 072     |
| 1960  | 1 317     |
| 1970  | 1 463     |
| 1980  | 1 670     |
| 1990  | 1 791     |
| 1995  | 1 616     |
| 2000  | 1 957     |
| 2005  | 1 700     |
| 2010  | 1 707     |
| 2020  | 1 782     |